# AS Roma 1984/1985
Sezon 1984/1985 klubu AS Roma.

## Sezon
Przed sezonem 1984/1985 roku doszło do zmiany trenera. Nilsa Liedholma zastąpił jego rodak Sven-Göran Eriksson. W Pucharze Zdobywców Pucharów Roma wyeliminowała najpierw Steauę Bukareszt (1:0, 0:0), a następnie walijski Wrexham A.F.C. (1:0, 2:0). Odpadła jednak w ćwierćfinale w pierwszym meczu przegrywając aż 1:4 z Bayernem Monachium (w rewanżu padł remis 0:0). W Serie A natomiast "giallorossi" zajęli 7. pozycję.

## Rozgrywki
- Serie A: 7. miejsce
- Puchar Włoch: 1/8 finału
- Puchar Zdobywców Pucharów: ćwierćfinał

## Skład i ustawienie zespołu
| W SEZONIE 1984/1985  |          |                |       |      |
| Imię i nazwisko      | Kraj     | Data urodzenia | Mecze | Gole |
| Trener               |          |                |       |      |
| Sven-Göran Eriksson  | Szwecja  | 05.07.1948     |       |      |
| Bramkarze            |          |                |       |      |
| Astutillo Malgioglio | Włochy   | 03.05.1958     | 0     | 0    |
| Franco Tancredi      | Włochy   | 10.01.1955     | 30    | 0    |
| Obrońcy              |          |                |       |      |
| Dario Bonetti        | Włochy   | 05.08.1961     | 23    | 0    |
| Settimio Lucci       | Włochy   | 21.09.1965     | 8     | 0    |
| Aldo Maldera         | Włochy   | 14.10.1953     | 22    | 0    |
| Sebastiano Nela      | Włochy   | 13.03.1961     | 20    | 1    |
| Emidio Oddi          | Włochy   | 22.07.1956     | 28    | 0    |
| Ubaldo Righetti      | Włochy   | 01.03.1963     | 30    | 1    |
| Pomocnicy            |          |                |       |      |
| Carlo Ancelotti      | Włochy   | 10.06.1959     | 22    | 3    |
| Ruben Buriani        | Włochy   | 16.03.1955     | 26    | 0    |
| Toninho Cerezo       | Brazylia | 21.04.1955     | 22    | 3    |
| Odoacre Chierico     | Włochy   | 28.03.1959     | 15    | 1    |
| Bruno Conti          | Włochy   | 23.03.1955     | 22    | 1    |
| Antonio Di Carlo     | Włochy   | 06.06.1962     | 16    | 3    |
| Falcão               | Brazylia | 16.10.1953     | 4     | 1    |
| Giuseppe Giannini    | Włochy   | 20.08.1964     | 26    | 4    |
| Napastnicy           |          |                |       |      |
| Roberto Antonelli    | Włochy   | 29.05.1953     | 5     | 1    |
| Francesco Graziani   | Włochy   | 16.12.1952     | 24    | 5    |
| Maurizio Iorio       | Włochy   | 06.06.1959     | 16    | 1    |
| Roberto Pruzzo       | Włochy   | 01.04.1955     | 21    | 8    |